# پاتسوو
پاتسوو (به چکی: Pacov) یک منطقهٔ مسکونی و شهرستان دارای شهرک سابقاً روستا در جمهوری چک است که در ناحیه پلهریموو واقع شده‌است. پاتسوو ۴٬۸۸۹ نفر جمعیت دارد.